# Chionostomum rostratum
Chionostomum rostratum är en bladmossart som beskrevs av C. Müller 1869. Chionostomum rostratum ingår i släktet Chionostomum och familjen Sematophyllaceae. Inga underarter finns listade i Catalogue of Life.